# Tournoi d'Afrique du Sud de rugby à sept 2019
Ne doit pas être confondu avec Tournoi féminin d'Afrique du Sud de rugby à sept 2019.
Navigation
2018 2020
Le Tournoi d'Afrique du Sud de rugby à sept 2019 (en anglais : South Africa Sevens 2019) est la deuxième étape de la saison 2019-2020 du World Rugby Sevens Series. Elle se déroule les 13 et 15 décembre 2019 au Cape Town Stadium au Cap, en Afrique du Sud. L'équipe de Nouvelle-Zélande remporte le tournoi en battant l'Afrique du Sud en finale 7-5.
Les leçons à retenir du HSBC Cape Town Sevens

## Format
En fonction du résultat du tournoi précédent, ou du classement de la saison passée pour le premier tournoi de la saison à Dubaï, les équipes sont réparties en chapeaux avant tirage au sort pour former quatre poules de quatre équipes. Chaque équipe joue les trois autres membres de sa poule et un classement est établi, tout d'abord sur le nombre de points (victoire 3 points, nul 2 points, défaite 1 point) puis sur le goal-average général. Les deux premiers de chaque poule passent en quart de finale de la Cup et les deux derniers jouent des matches de classement de la 9e à la 15e place (le Challenge Trophy disparaît donc). Les équipes vaincues en quart de finale de la Cup ne sont plus reversées en demi-finales de classement, mais sont classées selon les points et goal-average obtenus en poules. Les équipes battues en demi-finales de la Cup disputent un dernier match de classement pour la troisième place.

## Équipes participantes
Seize équipes participent au tournoi (quinze équipes membres permanents plus l'équipe du Japon) :
- Afrique du Sud
- Angleterre
- Argentine
- Australie
- Canada
- Écosse
- Espagne
- États-Unis
- France
- Fidji
- Pays de Galles
- Irlande
- Kenya
- Nouvelle-Zélande
- Samoa
- Japon (invitée)

## Phase de poules
Rencontres et classements de la phase de poules.
| Légende | Légende                                 |
| ------- | --------------------------------------- |
|         | Qualifiées en quart de finale de la Cup |

### Poule A
| Rang | Pays           | J | V | N | D | Pm | Pe  | Diff | Pts |
| ---- | -------------- | - | - | - | - | -- | --- | ---- | --- |
| 1    | Afrique du Sud | 3 | 3 | 0 | 0 | 96 | 29  | +67  | 9   |
| 2    | Fidji          | 3 | 2 | 0 | 1 | 96 | 47  | +49  | 7   |
| 3    | États-Unis     | 3 | 1 | 0 | 2 | 71 | 49  | +22  | 5   |
| 4    | Japon          | 3 | 0 | 0 | 3 | 7  | 145 | -138 | 3   |

| 13 décembre 2019 | États-Unis | 14 - 28 | Fidji | Cape Town Stadium, Le Cap |
| 13 décembre 2019 |            |         |       | Cape Town Stadium, Le Cap |
| 13 décembre 2019 |            |         |       | Cape Town Stadium, Le Cap |

| 13 décembre 2019 | Afrique du Sud | 49 - 0 | Japon | Cape Town Stadium, Le Cap |
| 13 décembre 2019 |                |        |       | Cape Town Stadium, Le Cap |
| 13 décembre 2019 |                |        |       | Cape Town Stadium, Le Cap |

| 14 décembre 2019 | États-Unis | 42 - 0 | Japon | Cape Town Stadium, Le Cap |
| 14 décembre 2019 |            |        |       | Cape Town Stadium, Le Cap |
| 14 décembre 2019 |            |        |       | Cape Town Stadium, Le Cap |

| 14 décembre 2019 | Afrique du Sud | 26 - 14 | Fidji | Cape Town Stadium, Le Cap |
| 14 décembre 2019 |                |         |       | Cape Town Stadium, Le Cap |
| 14 décembre 2019 |                |         |       | Cape Town Stadium, Le Cap |

| 14 décembre 2019 | Fidji | 54 - 7 | Japon | Cape Town Stadium, Le Cap |
| 14 décembre 2019 |       |        |       | Cape Town Stadium, Le Cap |
| 14 décembre 2019 |       |        |       | Cape Town Stadium, Le Cap |

| 14 décembre 2019 | Afrique du Sud | 21 - 15 | États-Unis | Cape Town Stadium, Le Cap |
| 14 décembre 2019 |                |         |            | Cape Town Stadium, Le Cap |
| 14 décembre 2019 |                |         |            | Cape Town Stadium, Le Cap |

### Poule B
| Rang | Pays             | J | V | N | D | Pm | Pe  | Diff | Pts |
| ---- | ---------------- | - | - | - | - | -- | --- | ---- | --- |
| 1    | Nouvelle-Zélande | 3 | 3 | 0 | 0 | 95 | 26  | +69  | 9   |
| 2    | Argentine        | 3 | 2 | 0 | 1 | 92 | 40  | +52  | 7   |
| 3    | Canada           | 3 | 1 | 0 | 2 | 43 | 80  | -37  | 5   |
| 4    | Pays de Galles   | 3 | 0 | 0 | 3 | 21 | 105 | -84  | 3   |

| 13 décembre 2019 | Argentine | 33 - 21 | Canada | Cape Town Stadium, Le Cap |
| 13 décembre 2019 |           |         |        | Cape Town Stadium, Le Cap |
| 13 décembre 2019 |           |         |        | Cape Town Stadium, Le Cap |

| 13 décembre 2019 | Nouvelle-Zélande | 43 - 7 | Pays de Galles | Cape Town Stadium, Le Cap |
| 13 décembre 2019 |                  |        |                | Cape Town Stadium, Le Cap |
| 13 décembre 2019 |                  |        |                | Cape Town Stadium, Le Cap |

| 14 décembre 2019 | Argentine | 45 - 0 | Pays de Galles | Cape Town Stadium, Le Cap |
| 14 décembre 2019 |           |        |                | Cape Town Stadium, Le Cap |
| 14 décembre 2019 |           |        |                | Cape Town Stadium, Le Cap |

| 14 décembre 2019 | Nouvelle-Zélande | 33 - 5 | Canada | Cape Town Stadium, Le Cap |
| 14 décembre 2019 |                  |        |        | Cape Town Stadium, Le Cap |
| 14 décembre 2019 |                  |        |        | Cape Town Stadium, Le Cap |

| 14 décembre 2019 | Canada | 17 - 14 | Pays de Galles | Cape Town Stadium, Le Cap |
| 14 décembre 2019 |        |         |                | Cape Town Stadium, Le Cap |
| 14 décembre 2019 |        |         |                | Cape Town Stadium, Le Cap |

| 14 décembre 2019 | Nouvelle-Zélande | 19 - 14 | Argentine | Cape Town Stadium, Le Cap |
| 14 décembre 2019 |                  |         |           | Cape Town Stadium, Le Cap |
| 14 décembre 2019 |                  |         |           | Cape Town Stadium, Le Cap |

### Poule C
| Rang | Pays       | J | V | N | D | Pm | Pe | Diff | Pts |
| ---- | ---------- | - | - | - | - | -- | -- | ---- | --- |
| 1    | France     | 3 | 3 | 0 | 0 | 97 | 38 | +59  | 9   |
| 2    | Écosse     | 3 | 2 | 0 | 1 | 67 | 67 | 0    | 7   |
| 3    | Angleterre | 3 | 1 | 0 | 2 | 69 | 66 | +3   | 5   |
| 4    | Espagne    | 3 | 0 | 0 | 3 | 33 | 95 | -62  | 3   |

| 13 décembre 2019 | France | 40 - 7 | Espagne | Cape Town Stadium, Le Cap |
| 13 décembre 2019 |        |        |         | Cape Town Stadium, Le Cap |
| 13 décembre 2019 |        |        |         | Cape Town Stadium, Le Cap |

| 13 décembre 2019 | Angleterre | 24 - 26 | Écosse | Cape Town Stadium, Le Cap |
| 13 décembre 2019 |            |         |        | Cape Town Stadium, Le Cap |
| 13 décembre 2019 |            |         |        | Cape Town Stadium, Le Cap |

| 14 décembre 2019 | France | 24 - 19 | Écosse | Cape Town Stadium, Le Cap |
| 14 décembre 2019 |        |         |        | Cape Town Stadium, Le Cap |
| 14 décembre 2019 |        |         |        | Cape Town Stadium, Le Cap |

| 14 décembre 2019 | Angleterre | 33 - 7 | Espagne | Cape Town Stadium, Le Cap |
| 14 décembre 2019 |            |        |         | Cape Town Stadium, Le Cap |
| 14 décembre 2019 |            |        |         | Cape Town Stadium, Le Cap |

| 14 décembre 2019 | Espagne | 19 - 22 | Écosse | Cape Town Stadium, Le Cap |
| 14 décembre 2019 |         |         |        | Cape Town Stadium, Le Cap |
| 14 décembre 2019 |         |         |        | Cape Town Stadium, Le Cap |

| 14 décembre 2019 | Angleterre | 12 - 33 | France | Cape Town Stadium, Le Cap |
| 14 décembre 2019 |            |         |        | Cape Town Stadium, Le Cap |
| 14 décembre 2019 |            |         |        | Cape Town Stadium, Le Cap |

### Poule D
| Rang | Pays      | J | V | N | D | Pm | Pe | Diff | Pts |
| ---- | --------- | - | - | - | - | -- | -- | ---- | --- |
| 1    | Irlande   | 3 | 2 | 1 | 0 | 78 | 59 | +19  | 8   |
| 2    | Kenya     | 3 | 2 | 1 | 0 | 60 | 50 | +10  | 8   |
| 3    | Australie | 3 | 1 | 0 | 2 | 52 | 52 | 0    | 5   |
| 4    | Samoa     | 3 | 0 | 0 | 3 | 47 | 76 | -29  | 3   |

| 13 décembre 2019 | Australie | 21 - 26 | Irlande | Cape Town Stadium, Le Cap |
| 13 décembre 2019 |           |         |         | Cape Town Stadium, Le Cap |
| 13 décembre 2019 |           |         |         | Cape Town Stadium, Le Cap |

| 13 décembre 2019 | Samoa | 19 - 24 | Kenya | Cape Town Stadium, Le Cap |
| 13 décembre 2019 |       |         |       | Cape Town Stadium, Le Cap |
| 13 décembre 2019 |       |         |       | Cape Town Stadium, Le Cap |

| 14 décembre 2019 | Australie | 7 - 12 | Kenya | Cape Town Stadium, Le Cap |
| 14 décembre 2019 |           |        |       | Cape Town Stadium, Le Cap |
| 14 décembre 2019 |           |        |       | Cape Town Stadium, Le Cap |

| 14 décembre 2019 | Samoa | 14 - 28 | Irlande | Cape Town Stadium, Le Cap |
| 14 décembre 2019 |       |         |         | Cape Town Stadium, Le Cap |
| 14 décembre 2019 |       |         |         | Cape Town Stadium, Le Cap |

| 14 décembre 2019 | Irlande | 24 - 24 | Kenya | Cape Town Stadium, Le Cap |
| 14 décembre 2019 |         |         |       | Cape Town Stadium, Le Cap |
| 14 décembre 2019 |         |         |       | Cape Town Stadium, Le Cap |

| 14 décembre 2019 | Samoa | 14 - 24 | Australie | Cape Town Stadium, Le Cap |
| 14 décembre 2019 |       |         |           | Cape Town Stadium, Le Cap |
| 14 décembre 2019 |       |         |           | Cape Town Stadium, Le Cap |

## Phase finale
Résultats de la phase finale.

### Cup
|  | Quarts de finale | Quarts de finale |                  |                  | Demi-finales           | Demi-finales           |    |  | Finale           | Finale           |
|  | Quarts de finale | Quarts de finale |                  |                  | Demi-finales           | Demi-finales           |    |  | Finale           | Finale           |
|  |                  |                  |                  |                  |                        |                        |    |  |                  |                  |
|  | 15 décembre 2019 | 15 décembre 2019 |                  |                  | 15 décembre 2019       | 15 décembre 2019       |    |  | 15 décembre 2019 | 15 décembre 2019 |
|  | 15 décembre 2019 | 15 décembre 2019 |                  |                  | 15 décembre 2019       | 15 décembre 2019       |    |  | 15 décembre 2019 | 15 décembre 2019 |
|  | Afrique du Sud   | 17               |                  |                  | 15 décembre 2019       | 15 décembre 2019       |    |  | 15 décembre 2019 | 15 décembre 2019 |
|  | Afrique du Sud   | 17               |                  |                  | 15 décembre 2019       | 15 décembre 2019       |    |  | 15 décembre 2019 | 15 décembre 2019 |
|  | Kenya            | 5                |                  |                  | 15 décembre 2019       | 15 décembre 2019       |    |  | 15 décembre 2019 | 15 décembre 2019 |
|  | Kenya            | 5                | Afrique du Sud   | 21               |                        |                        |    |  | 15 décembre 2019 | 15 décembre 2019 |
|  | 15 décembre 2019 |                  | Afrique du Sud   | 21               |                        |                        |    |  | 15 décembre 2019 | 15 décembre 2019 |
|  |                  | France           | 14               |                  |                        |                        |    |  | 15 décembre 2019 | 15 décembre 2019 |
|  | France           | France           | 14               | 19               |                        |                        |    |  | 15 décembre 2019 | 15 décembre 2019 |
|  | France           |                  |                  | 19               |                        |                        |    |  | 15 décembre 2019 | 15 décembre 2019 |
|  | Argentine        | 10               |                  |                  |                        |                        |    |  | 15 décembre 2019 | 15 décembre 2019 |
|  | Argentine        | 10               | Afrique du Sud   | 5                |                        |                        |    |  |                  |                  |
|  | 15 décembre 2019 |                  | Afrique du Sud   | 5                |                        |                        |    |  |                  |                  |
|  |                  | Nouvelle-Zélande | 7                |                  |                        |                        |    |  |                  |                  |
|  | Irlande          | Nouvelle-Zélande | 7                | 12               |                        |                        |    |  |                  |                  |
|  | Irlande          | 15 décembre 2019 |                  | 12               |                        |                        |    |  |                  |                  |
|  | Fidji            | 31               |                  |                  |                        |                        |    |  |                  |                  |
|  | Fidji            | 31               | Fidji            | 7                |                        |                        |    |  |                  |                  |
|  | 15 décembre 2019 | 15 décembre 2019 | Fidji            | 7                | Match pour la 3e place | Match pour la 3e place |    |  |                  |                  |
|  | 15 décembre 2019 | 15 décembre 2019 |                  | Nouvelle-Zélande | Match pour la 3e place | Match pour la 3e place | 24 |  |                  |                  |
|  | Nouvelle-Zélande | 35               | 15 décembre 2019 | 15 décembre 2019 |                        |                        | 24 |  |                  |                  |
|  | Nouvelle-Zélande | 35               | 15 décembre 2019 | 15 décembre 2019 |                        |                        |    |  |                  |                  |
|  | Écosse           | 19               |                  | France           | 29                     |                        |    |  |                  |                  |
|  | Écosse           | 19               |                  | France           | 29                     |                        |    |  |                  |                  |
|  |                  |                  |                  |                  |                        |                        |    |  | Fidji            | 24               |
|  |                  |                  |                  |                  |                        |                        |    |  | Fidji            | 24               |

Finale (Cup)
| 15 décembre 2019 | Afrique du Sud                | 5 - 7 (0-0) | Nouvelle-Zélande                                                                   | Cape Town Stadium, Le Cap Arbitre : Jordan Way |
| 15 décembre 2019 | Essai(s) : Justin Geduld (9e) |             | Essai(s) : Ngarohi McGarvey-Black (12e) Transformation(s) : Akuila Rokolisoa (12e) | Cape Town Stadium, Le Cap Arbitre : Jordan Way |
| 15 décembre 2019 |                               |             |                                                                                    | Cape Town Stadium, Le Cap Arbitre : Jordan Way |

### Matchs de classement

#### 15e place
| 15 décembre 2019 | Pays de Galles | 15 - 19 (5-7) | Japon | Cape Town Stadium, Le Cap Arbitre : Damon Murphy |
| 15 décembre 2019 |                |               |       | Cape Town Stadium, Le Cap Arbitre : Damon Murphy |
| 15 décembre 2019 |                |               |       | Cape Town Stadium, Le Cap Arbitre : Damon Murphy |

#### 13e place
| 15 décembre 2019 | Samoa | 38 - 7 (14-0) | Espagne | Cape Town Stadium, Le Cap Arbitre : Richard Haughton |
| 15 décembre 2019 |       |               |         | Cape Town Stadium, Le Cap Arbitre : Richard Haughton |
| 15 décembre 2019 |       |               |         | Cape Town Stadium, Le Cap Arbitre : Richard Haughton |

#### 11e place
| 15 décembre 2019 | Australie | 5 - 22 (5-12) | Canada | Cape Town Stadium, Le Cap Arbitre : Nehuen Jauri Rivero |
| 15 décembre 2019 |           |               |        | Cape Town Stadium, Le Cap Arbitre : Nehuen Jauri Rivero |
| 15 décembre 2019 |           |               |        | Cape Town Stadium, Le Cap Arbitre : Nehuen Jauri Rivero |

#### 9e place
| 15 décembre 2019 | États-Unis | 17 - 12 (17-7) | Angleterre | Cape Town Stadium, Le Cap Arbitre : Matt Rodden |
| 15 décembre 2019 |            |                |            | Cape Town Stadium, Le Cap Arbitre : Matt Rodden |
| 15 décembre 2019 |            |                |            | Cape Town Stadium, Le Cap Arbitre : Matt Rodden |

## Bilan

### Classement du tournoi
| Cup                | Equipes          | Points | Clt | Equipes        | Points |
| ------------------ | ---------------- | ------ | --- | -------------- | ------ |
| Médaille d'or      | Nouvelle-Zélande | 22     | 9e  | États-Unis     | 8      |
| Médaille d'argent  | Afrique du Sud   | 19     | 10e | Angleterre     | 7      |
| Médaille de bronze | France           | 17     | 11e | Canada         | 6      |
| 4e                 | Fidji            | 15     | 12e | Australie      | 5      |
| 5e                 | Argentine        | 13     | 13e | Samoa          | 4      |
| 6e                 | Irlande          | 12     | 14e | Espagne        | 3      |
| 7e                 | Kenya            | 11     | 15e | Japon          | 2      |
| 8e                 | Écosse           | 10     | 16e | Pays de Galles | 1      |

### Statistiques joueurs
- Meilleur(s) marqueur(s) d'essais du tournoi[10] :  Jean Pascal Barraque (6 essais)
- Meilleur(s) réalisateur(s) du tournoi[11] :  Jean Pascal Barraque (54 points)
- Impact Player[12] :  Tavite Veredamu
- Meilleur joueur de la finale[13] :  Ngarohi McGarvey-Black

- Équipe type :

| Avants                                | Trois-quarts                                               |
| ------------------------------------- | ---------------------------------------------------------- |
| Scott Curry JC Pretorius Alvin Otieno | Jean Pascal Barraque Jordan Conroy Ruhan Nel Rosko Specman |